# Bárdos Rezső
Bárdos Rezső (Peszér, 1884, július 30. – Szentes, 1951. július 10.) magyar-latin szakos középiskolai tanár, a szentesi gimnázium jeles nyelvész-pedagógusa, a városi ünnepségek, iskolán kívüli rendezvények népszerű előadója.

## Származása
Bárdos Rezső Peszéren (ma Kunpeszér) született. Két fiútestvére volt Ernő és Gyula. A Bárdos nevet kiskorúként vették fel. Édesapjuk Brettschneider Prokop, német eredetű, gödöllői születésű, római katolikus vallású, erdész foglalkozású, édesanyjuk Csadek Leopoldina volt.

## A szentesi gimnázium tanára

### Pályafutása
Bárdos Rezső a váci Kegyesrendi Főgimnáziumban érettségizett 1903-ban. Már ekkor kitűnt fizikai adottságaival, valamint irodalmi és nyelvi tehetségével. 1903 májusában egy gimnáziumok között rendezett tornaversenyen súlydobásban aranyérmet szerzett. Mindeközben a városi ünnepségek állandó szereplője, szavalója volt. Neve a Váci Hirlap hasábjain 1902 és 1911 között gyakran szerepelt. 
Az egyetem elvégzését követően 1910-ben egykori gimnáziumában kezdte tanári pályafutását. Innen helyezte át a Közoktatás ügyi miniszter Tatára, majd Karánsebesre. 1915-ben az első világháború kellős közepén került Szentesre, ahol 1946-ban bekövetkező nyugalomba vonulásáig több mint 3 évtizeden át tanított.  Nem sokkal Szentesre kerülése után – több tanártársával egyetemben – behívták katonának. 1917 augusztusától 1918 nyaráig az olasz fronton szolgált.
A két világháború között bontakozott ki igazán pedagógusi pályája. Szaktárgyai, a magyar és a latin mellett franciát is tanított. A tehetséggondozás terén is érdemeket szerzett: a gimnázium önképzőkörének évtizedeken át volt vezetője, s ezen minőségében számos diákot sikerült megnyernie az igényes szépirodalom számára. Nem csupán olvastak, hanem értelmeztek, műbírálatot gyakoroltak, előadást tartottak, önálló ítéletalkotásra lettek képesek a Horváth Mihály Önképzőkör tagjai. Tanítványa volt a később híres nyelvészprofesszor dr. Nyíri Antal   és az ugyancsak jeles egyetemi tanár dr. Fenyvesi István.
Azok közé az egykor nem ritka, nagyszerű nevelő egyéniségek közé tartozott, akiknél a hatalmas műveltség, imponáló szakmai tudás nagyfokú pedagógiai érzékkel párosult. A „holtnak érzett szövegekbe is életet lehelni tudó” tanárként jellemzi őt Fenyvesi István.
Ez a termékeny időszak nemcsak rendkívül magas színvonalú oktató-nevelő munkáját, hanem sokrétű tudományos munkásságát is magába foglalja. Állandóan és fáradhatatlanul képezte magát. Úgyszólván minden szabad percét a tanári könyvtárban töltötte, s annak szakadatlan gyarapításán túlmenően teljes újjászervezésében, modern elvek szerinti katalogizálásában, a munka oroszlánrészét vállalva, elévülhetetlen érdemeket szerzett.

### Irodalmi, nyelvészeti munkássága
Nagyon szorgalmas pedagógus volt. Az iskolai és iskolán kívüli ünnepségek, népművelő rendezvények kedvelt előadója, szónoka.  Beszédei, tudományos igényű értekezései egy mai olvasó számára is érdekesek. A Szentesi Napló, az Ethnográfia, a Magyar nyelv, valamint a Nép és Nyelv c. folyóiratokban megjelenő cikkeinek témái az irodalom, a néprajz és a nyelvtudomány területét érintik. Nyomtatásban megjelent tanulmányai jórészt a szentesi nyelvjárással kapcsolatos megállapításait, gyűjtéseit tartalmazzák. A szentesi szókincs címmel 1941-ben a Szentesi Naplóban közreadott értekezése jól tükrözi egyik fő törekvését: az igényes ismeretterjesztést. Szemelvények a terjedelmes cikkből:
Vannak szavak, melyeknek éppen ellenkező jelentésük van. Pl. amikor valakire erős hangsúllyal azt mondják: Az ártatlan! Pedig mindenki tudja, hogy nagyon is ludas. Még csak a következő. Fő a bográcsban a fínom bürgepaprikás s egy éppen arra ténfergő embernek csiklandozza az orrát a remek illat és ezt kérdi a gazdasszonytól: Iszok-e én erre? Ezt nem kell magyarázni, mindenki tudja, hogy nem az iváson jár az esze az atyafinak.
Helyt áll mindenütt. Ez a szólás is éppen az ellenkezőjét jelenti, mint amit értünk rajta. Helytáll az, aki megfelel a rárótt nehéz feladatnak, kitesz magáért, legény a gáton, ember a talpán. Itt azonban szójáték van a szólásban, amennyiben a semmirekellő, naplopó, dologkerülő megáll, és úgy áll helyt. Beleesett a lisztesládába. Milyen egyszerű kis mondat, világos és érthető, kis gyerekkel meg is történhetik ilyen eset. De a szentesi magyar igencsak szeret a fehérnéppel kacsalódni, ingerkedni, azért hát ez a szólás nem is olyan ártatlan, mint első olvasásra hinnők, mert ha valamelyik asszony a kelleténél jobban kipúderozta magát, hát arra mondják gúnyosan, hogy beleesett a lisztesládába.
A régi tanyavilágban elég gyakran megtörtént, hogy itt-ott el-elcsattant egy-egy jó pofon, ha a pásztorgyerek hibájából a tilosba tévedt a kezére bízott nyáj, vagy a béres a kemény szóbeli dorgálás mellett sem látta el kellőképpen a jószágot. Néha a kelleténél hatalmasabb volt a nyakleves, de a gazda úgy érezte, hogy neki joga van a kötelességét hanyagul végző szolgáját nem is annyira megfenyíteni, mint inkább meginteni, figyelmeztetni. Erre vonatkozik ez a szelídítés: Megintette, hogy elesett bele. Hozzátehetjük még, hogy a szenvedő alany nem vette tragikusan a dolgot, nem szaladt Poncius Pilátushoz elégtételért, nem ment „bírót búsítani”, hanem igyekezett jóba foglalni magát, hogy máskor „meg ne intsék".

### Személyisége
Kartársi visszaemlékezések szerint csendes, megnyerő modorú ember volt.  Tanítványai hasonlóként vélekednek. Aranyi Gábor (városi tisztviselő és a helyi szimfonikus zenekar tagja), kinek osztályfőnöke volt, elsősorban pártatlan tanáremberként emlékszik rá, aki ugyanakkor „nagy magyar” volt, de nem a kor politikai elvárásai szerint. Sokkal inkább szívében, lelkében, előadásaiban élte meg magyarságát. Harmadik jellemző vonásként a vallásosságát említi Aranyi. Bárdos Rezső nem hirdette katolikusságát, hanem „élte” azt. A vallás számára azt (is) jelentette, hogy minden emberben Isten gyermekét látta, faji, vallási különbözőség nélkül.  Az egykori tanítvány érdekes történettel mutatja be volt osztályfőnökét.
Az 1939/40-es tanévnek az őszén történt egy elég csúnya eset, mert azért a politika begyűrűzött a HMG falai közé is… volt akkoriban egy sláger:
„Egy cili-, két cili-, négy cilinderes kocsin weekendre, vár a nagymama!”
A „népköltészet” hamar átalakította az antiszemita irányzatnak megfelelően s lett belőle a következő szöveg:
„Egy rabbi, két rabbi, megdöglött a főrabbi! Kitartás! Éljen Szálasi!”
A nagy szünetben kiugrálva magunkat, az alagsori lépcsőn, a sötét, szűk kanyarban vonultunk fel, amikor felcsendült a „dal” egyik osztálytársunk ajakán, de már nem első esetben, s két zsidó osztálytársunk is volt. Egyszer csak egy csattanást hallottunk, aztán egy ordítást, aztán síri csend! Nem hiába hordott Bárdos Rezső tenyérnyi füleket, hozzá is eljutott az új nóta. Nos, gallérjánál fogva vitte fel osztálytársunkat tantermünkbe, ahol irgalmatlanul elkente, közben elmondta, hogy ő pedig ilyet nem tűr az osztályában. A zsidó gyerek is éppen olyan, mint a többi. Neki csak tanítványai vannak, akiknek a vallása, a szülők foglalkozás nem érdekli. Akinek ez nem tetszik, le is út, fel is út. Elmondta – és akkor hallottunk először és utoljára katona-élményét említeni, hogy őt és néhány társát az olasz fronton éppen két zsidó katona ásott ki a rájuk omlott dekkungból (fedezékből), megmentve az életüket, és pergőtűzben még segélyhelyre is juttatta! Még valami olyasmit is mondott, hogy: hol voltak akkor a ma magyarság-gőzben hivalkodók?! Ilyen magyar s keresztény volt. Neki valóban: minden ember felebarát.

### Nyugdíjazása
Nyugalomba vonulása után sem szakított iskolájával. Továbbra is bejárt a tanári könyvtárba, óraadóként pedig francia nyelvet tanított a kereskedelmi iskolában. Halála után az iskola évkönyve meleg hangon szólt az egykori kollégáról: „1951-ben kísérték szerettei, tisztelői, növendékei utolsó útjára azt a nagyszerű tanárt, aki példásan tevékeny életének nyomait mindenütt itt hagyta közöttünk.”

## Cikkei, tanulmányai
- Adalékok a szentesi nyelvjáráshoz. Nép és Nyelv. Néprajz- nyelvészet- és irodalomkedvelők folyóirata. Szerk.: Mészöly Gedeon. Szabadka, 1943. 190-200. o.
- Szentesi tájszólás. Nép és Nyelv. Néprajz- nyelvészet- és irodalomkedvelők folyóirata. Szerk.: Mészöly Gedeon. Szabadka, 1944. 45-47. o.
- Verses mondások, rímes szólások Szentesen. Verssprüche in der Stadt Szentes. Archiválva 2021. december 15-i dátummal a Wayback Machine-ben = Ethnográfia. A Magyar Néprajzi Társaság Értesítője. 1944. 41-42. o.
- A szentesi szókincs. (Részlet A szentesi nyelvjárás c. nagyobb tanulmányából) Szentesi Napló 1941. ápr. 13. 15. o. (e-Könyvtár Szentes)
- Petőfi Istvánnéról. Szentesi Napló 1941. jún. 1.
- Száz éve annak… Szentesi Napló 1942. május. 24. (Petőfi Sándor életéről, költészetéről)
- Akiket még haza kell hozni. Szentesi Napló 1943. január. 10. (a csángókról)
- Egri hangok. Szentesi Napló 1944. márc. 25. (Petőfi Sándor egri időszakáról)
- Tájszók. Magyar nyelv. Szerk.: Szily Kálmán, Gombocz Zoltán. 1914. 332-334. o.